# Florin Crisbășan
Florin Crisbășan (n. 9 iunie 1941, Brașov) a fost un deputat român în legislatura 1990-1992, ales în județul Brașov pe listele partidului MER - Mișcarea Ecologistă din România.
La data de 16 mai 1991 Florin Crisbășan a demisionat din Parlament și a fost înlocuit de către deputatul Mihai Lugojanu. În cadrul activității sale parlamentare, Florin Crisbășan a fost membru în grupurile parlamentare de prietenie cu Regatul Unit al Marii Britanii și Irlanda de nord, Regatul Thailanda și Republica Populară Chineză.